# Камбарське міське поселення
Камба́рське міське поселення — муніципальне утворення в складі Камбарському району Удмуртії, Росія. Адміністративний центр і єдиний населений пункт — місто Камбарка.
Населення становить 10236 осіб (2019, 11021 у 2010, 12636 у 2002).